# SN 2005E
Az SN 2005E szupernóva, melyet 2005. január 13-án fedeztek fel az NGC 1032 spirálgalaxisban. Eredetileg az Ib típusú szupernóvák közé sorolták, mely nagy tömegű csillagok magjának összeroppanásakor keletkezik, azonban több érv (többek között a csillagkeletkezési területektől, ahol a hasonló, nagy tömegű csillagok a leggyakrabban előfordulnak, való viszonylag nagy távolsága; a 44Ti izotóp nagy aránya) szól a mellett, hogy a szupernóvák egy új, eddig nem ismert típusának a képviselője.